# Notalina ordina
Notalina ordina är en nattsländeart som beskrevs av Stclair 1991. Notalina ordina ingår i släktet Notalina och familjen långhornssländor. Inga underarter finns listade i Catalogue of Life.